# Pavel Boukal
Pavel Boukal (* 25. července 1964, Hradec Králové) je český římskokatolický kněz, kancléř diecézní kurie královéhradecké diecéze, kanovník královéhradecké kapituly a papežský kaplan.

## Životopis
Pochází z Třebechovic pod Orebem. Vystudoval Fakultu jadernou a fyzikálně inženýrskou Českého vysokého učení technického a teprve později se rozhodl pro kněžství. V roce 1991 vstoupil do litoměřického teologického konviktu a po jeho absolvování roku 1992 do Arcibiskupského semináře v Praze. Ještě před ukončením studia se v rámci České biskupské konference podílel na přípravách zavedení církevního informačního systému.
Po kněžském svěcení, které přijal 30. srpna 1997, působil až do roku 2007 jako kaplan vysokoškolské mládeže v Hradci Králové. Kromě toho byl od prosince 1998 sekretářem královéhradeckého sídelního biskupa a poté od roku 2003 vicekancléřem a od ledna 2009 kancléřem diecézní kurie královéhradecké diecéze, jímž je dosud. V roce 2004 se stal kanovníkem kustodem Katedrální kapituly při chrámu Svatého Ducha v Hradci Králové a dne 7. ledna 2010 jej papež Benedikt XVI. jmenoval kaplanem Jeho Svatosti.
Od května 2013 je Pavel Boukal rovněž sekretářem Rady České biskupské konference pro informační technologie.

## Dílo
- Aleš Opatrný, Pavel Boukal, Jiří Černý: Credo – úvahy o apoštolském vyznání víry, Pastorační středisko při Arcibiskupství pražském, Praha 1993
- Pavel Boukal: XII. sympózium kanonického práva ve Spišské Kapitule, Revue církevního práva 3/2004, str. 237-240